# Dibabu
Dibabu (kinesiska: 第八堡, 第八堡乡) är en socken i Kina. Den ligger i provinsen Shanxi, i den norra delen av landet, omkring 180 kilometer väster om provinshuvudstaden Taiyuan. Antalet invånare är 12 161. Befolkningen består av 5 815 kvinnor och 6 346 män. Barn under 15 år utgör 20,0 %, vuxna 15-64 år 72 %, och äldre över 65 år 7,0 %.
Genomsnittlig årsnederbörd är 752 millimeter. Den regnigaste månaden är juli, med i genomsnitt 256 mm nederbörd, och den torraste är december, med 3 mm nederbörd.